# Euphorbia waterbergensis
Euphorbia waterbergensis är en törelväxtart som beskrevs av Robert Allen Dyer. Euphorbia waterbergensis ingår i släktet törlar, och familjen törelväxter. Inga underarter finns listade i Catalogue of Life.

## Bildgalleri

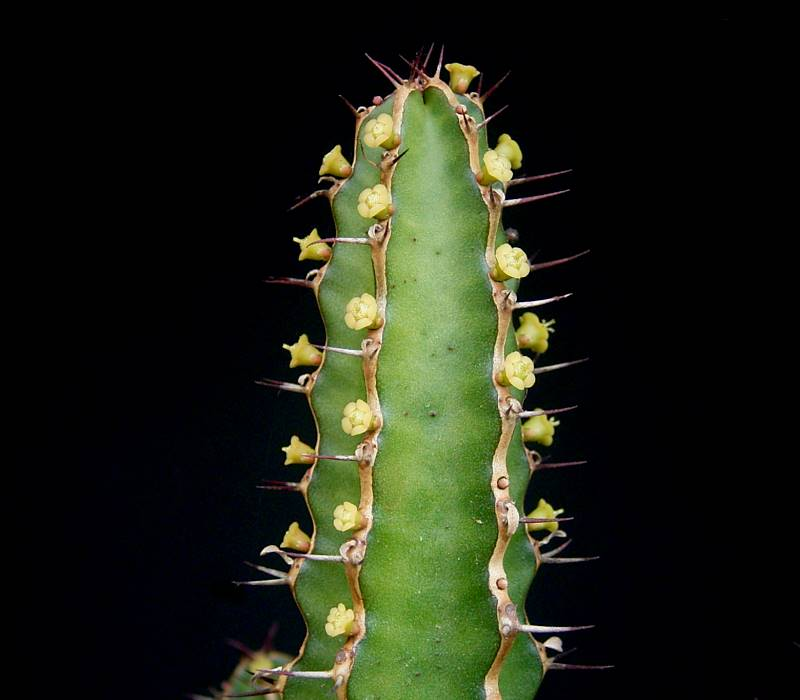
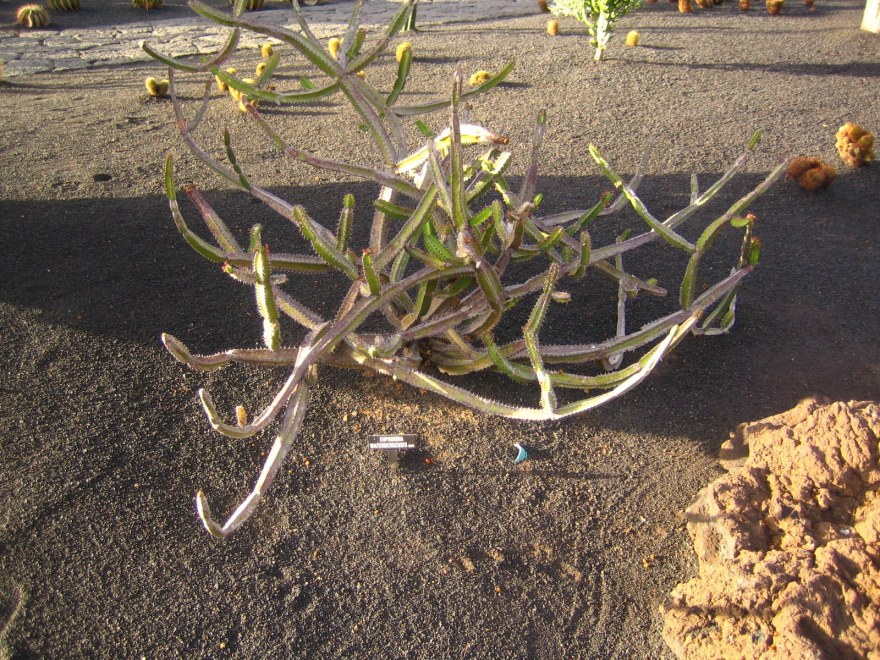
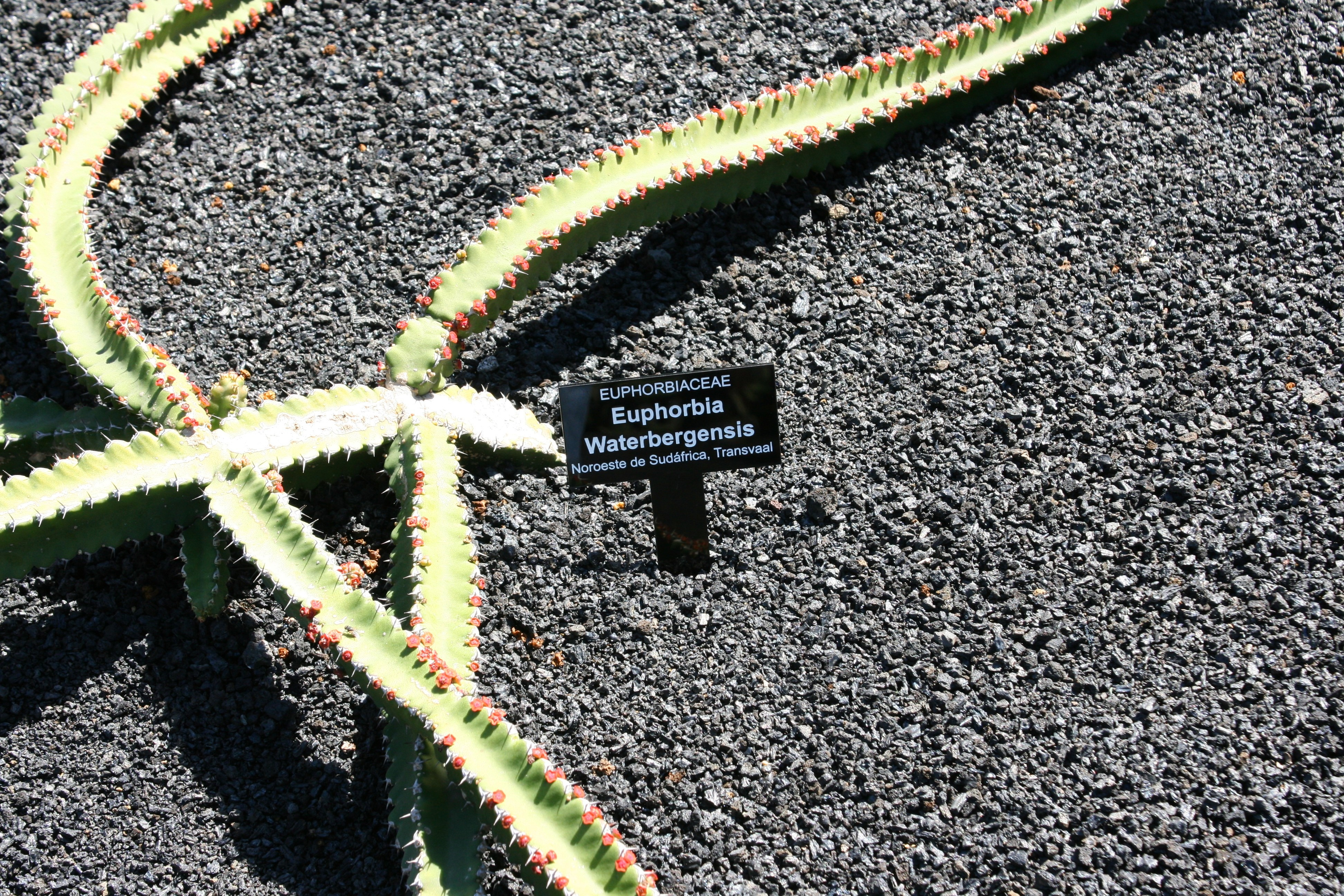
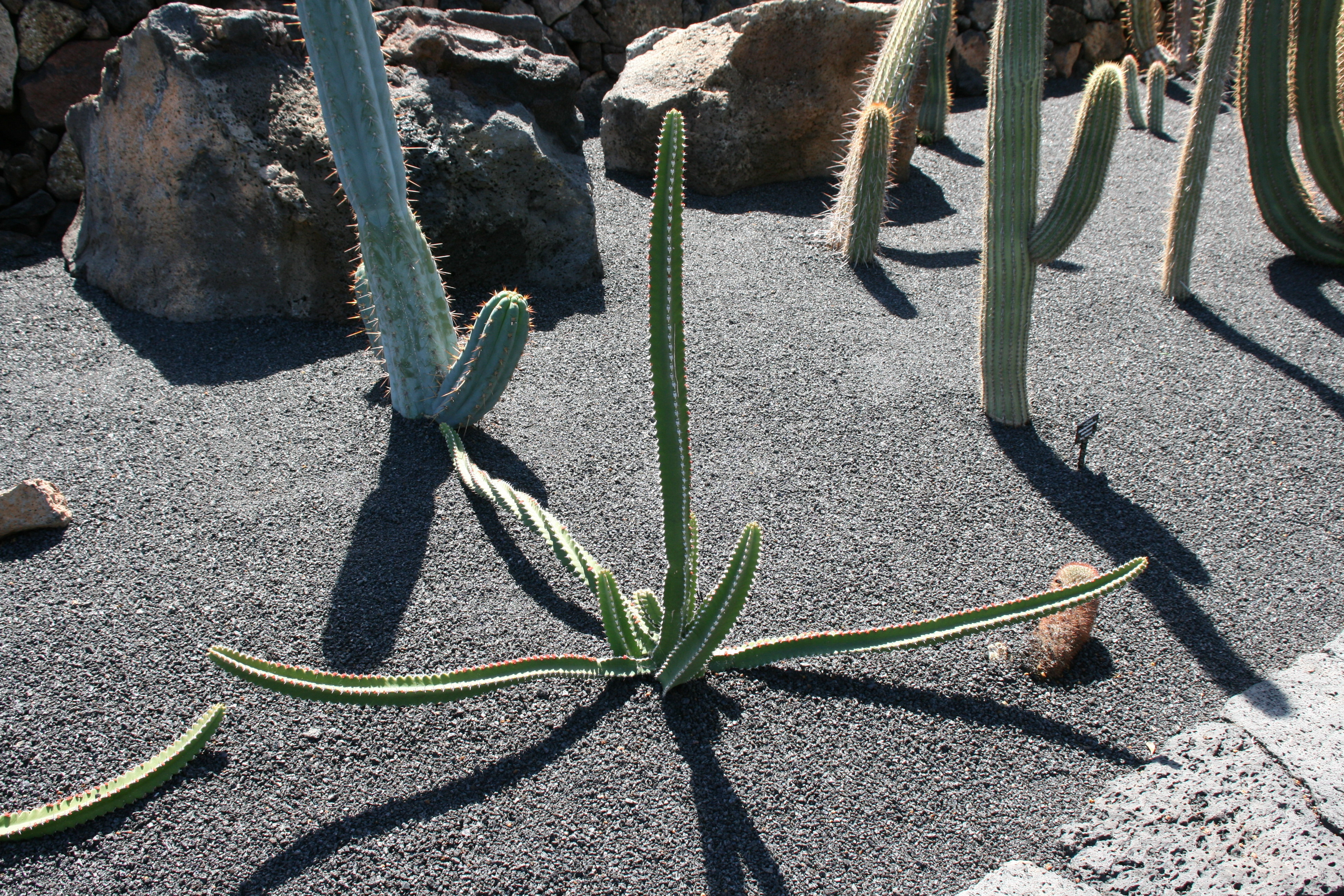